# Леонідас Кокас
Леонідас Кокас (3 червня 1973) — грецький важкоатлет.
Срібний призер Олімпійських Ігор 1996 року в категорії 91 кг.